# Paluma-Range-Nationalpark
Der Paluma-Range-Nationalpark (englisch Paluma Range National Park) ist ein 784 Quadratkilometer großer Nationalpark in Queensland, Australien. Ein Großteil ist seit 1988 wegen seiner natürlichen Schönheit, der biologischen Diversität, seiner Evolutionsgeschichte und als Habitat für zahlreiche bedrohte Tierarten als UNESCO-Weltnaturerbe Wet Tropics of Queensland gelistet. Der Park ist außerdem Teil der Paluma Important Bird Area in der zahlreiche endemische und gefährdete Vogelarten beheimatet sind. Er ist geprägt von tropischem Regenwald entlang des Gebirgszugs der Paluma Range mit dem 1000 Meter hohen Mount Spec.

## Lage
Der Park befindet sich in der Region North Queensland und liegt etwa 65 Kilometer nordwestlich von Townsville und 40 Kilometer südlich von Ingham. Die beiden Hauptattraktionen des Parks, Mount Spec mit dem McClelland Aussichtspunkt und die Jourama Wasserfälle können vom Bruce Highway bei Mutarnee bzw. etwa 10 Kilometer nördlich davon erreicht werden. In der Regenzeit können die Flussdurchfahrten zu den Jourama Wasserfällen unpassierbar werden.
In der Nachbarschaft liegen die Nationalparks Halifax Bay Wetlands, Orpheus Island, Magnetic Island und Pinnacles.

## Geschichte
Paluma-Range und die kleine Ortschaft Paluma sind benannt nach einem Forschungsschiff der Regierung von Queensland, die HMS Paluma, das in den 1880er und 1890er Jahren die Küste des nördlichen Queensland kartographierte.
Der Ort Paluma, früher auch bekannt unter dem Namen Cloudy Clearing, entstand 1875 als in der Gegend Zinn entdeckt wurde. Die Minentätigkeit erreichte 1905 ihren Höhepunkt wurde jedoch wegen der abgelegenen Lage und den daraus resultierenden hohen Transportkosten bald weniger. Überreste dieser Zeit sind noch heute im Nationalpark zu finden.
Reich an hochwertigen Hölzern wurde auf dem gesamten Gebiet von den frühen 1930er bis Mitte der 1970er Jahre Holz eingeschlagen.
Während des Zweiten Weltkriegs wurde der fast 1000 Meter hohe Mount Spec von der U.S Army als Radarstützpunkt ausgewählt. Dadurch konnte im Juli 1942 die Stadt Townsville erfolgreich vor einem Luftangriff gewarnt werden. Die Station wurde 1945 geschlossen.

## Flora und Fauna
Das tief eingeschnittenen Plateau der Paluma Range ist ein Labyrinth von Wasserläufen. Je nach Höhe, Klima und Bodenbeschaffenheit sind hier verschiedene Tier- und Pflanzengemeinschaften beheimatet. In den höheren, feuchten Lagen herrscht tropischer Regenwald vor, in den niederen, trockenen Bereichen Eukalyptuswälder.
Entlang der Flussläufe, gesäumt von Forest Oaks (Allocasuarina torulosa) und Myrtenheiden leben Sperbertauben, Gartenfächerschwänze, Jägerliesten (Dacelo) und Flinkwallabys.
In den Regenwäldern findet man die seltenen Chowchillas (Orthonyx spaldingii), Panthervögel (Acanthiza katherina) und Säulengärtner (Amblyornis newtonianus). Daneben auch die häufiger anzutreffenden Buschhühner (Alectura lathami), Goldohr-Honigfresser (Meliphaga lewinii), Ringbeutler, Northern Barred Frogs (Mixophyes schevilli) und die Große Weissschwanzratte (Uromys caudimaculatus). Die Paluma Range gehört außerdem zum Verbreitungsgebiet des Viktoria-Paradiesvogels.